# 聖米良-德拉科戈利亞的修道院
聖米良的尤索和苏索修道院（西班牙語：Monasterio de San Millán de la Cogolla）是西班牙的一處世界文化遺產，位於拉里奧哈自治區的聖米良德拉科戈利亞。聖米良的尤索和苏索修道院包括兩座時代不同的修道院建築，且這兩座建築之間相距數百米。「苏索」是「上方」之意，「尤索」是「下方」之意。兩座修道院都是因紀念聖米良德而修建。苏索修道院建於10世紀。尤索修道院則建於1050年，後在16至18世紀期間重建。兩座修道院在1997年成為世界遺產。